# Лоран-Текхольм, Виви
Виви Лоран-Текхольм (швед. Vivi Laurent-Täckholm; 7 января 1898 — 3 мая 1978) — шведский учёный-ботаник и детская писательница, работала в Египте.

## Биография
Виви Лоран-Текхольм родилась 7 января 1898 года в Дандерюде. Изучала ботанику в Стокгольмском университете и получила степень бакалавра в 1921 году. В 1921—1923 годах путешествовала по США. В 1926 году вышла замуж за профессора ботаники Гуннара Текхольма (1891—1933). и переехала в Египет, где вместе с мужем изучала местную флору.
Во время Второй мировой войны работала корреспондентом газеты в Стокгольме, а после войны вернулась в Египет. В 1946 году — профессор Каирского университета, в 1947 — Александрийского университета. Вернулась в Каир в 1948 году. В 1952 году избрана Почётным доктором философии Стокгольмского университета.
Создала Ботанический институт в Каирском университете. Собрала крупнейший в Африке гербарий, который насчитывал более 100 000 растений со всего мира, в частности, из Египта, Ливана, Аравийского полуострова и Судана. Благодаря шведским контактам Лоран-Текхольм Сельскохозяйственная Академия в Стокгольме прислала 700 кг книг для библиотеки Ботанического института, а король Швеции Густав VI Адольф финансировал приобретение иностранной литературы. Шведское агентство по вопросам международного сотрудничества и развития (SIDA) подарило коллекцию микрофильмов на более чем полмиллиона страниц книг и образцов гербария. Благодаря фундации «Knut and Alice Wallenberg Foundation» в университете построили лабораторию для анализа пыльцы с помощью электронного микроскопа. Во время управления Текхольм Ботаническим институтом в его штате насчитывалось свыше 20 профессоров и обучалось более 2 000 студентов.
В 1951 году опубликовала книгу «Цветы фараона», в которой рассказывает о находках растений в египетских гробницах.
Виви Лоран-Текхольм умерла 3 мая 1978 года во время своего визита в Швецию. Похоронена в Уппсале на Старом кладбище.

## Отдельные научные труды
- «Vivis resa». 1923
- Vivis resa II. 1924
- «Sagan om Snipp, Snapp, Snorum». 1926
- En skolflicka berättar. 1927
- "Katt: ". 1936
- «Som husmor i Egypten». 1937
- «Bättre än svarta börsen». 1946
- Hemmet blommar, en liten handbok i krukväxtodling. 1949
- «Faraos blomster: en kulturhistorisk-botanisk skildring av livet i Gamla Egypten». 1951
- «Våra hav: En bok för stora och små». 1978
- «Öknen blommar». 1969
- «Lillans resa till månen: En saga för stora och små». 1976
- «I Egypten närbild». 1964
- «Sagans minareter: En bok om islam». 1971
- «Levande forntid: Strövtåg i Kairomuseet». 1967
- «Egyptisk vardag». 1966
- «Faraos barn: Kopterna i Egypten». 1965
- «Students Flora of Egypt». 1974